# 망원 조준경

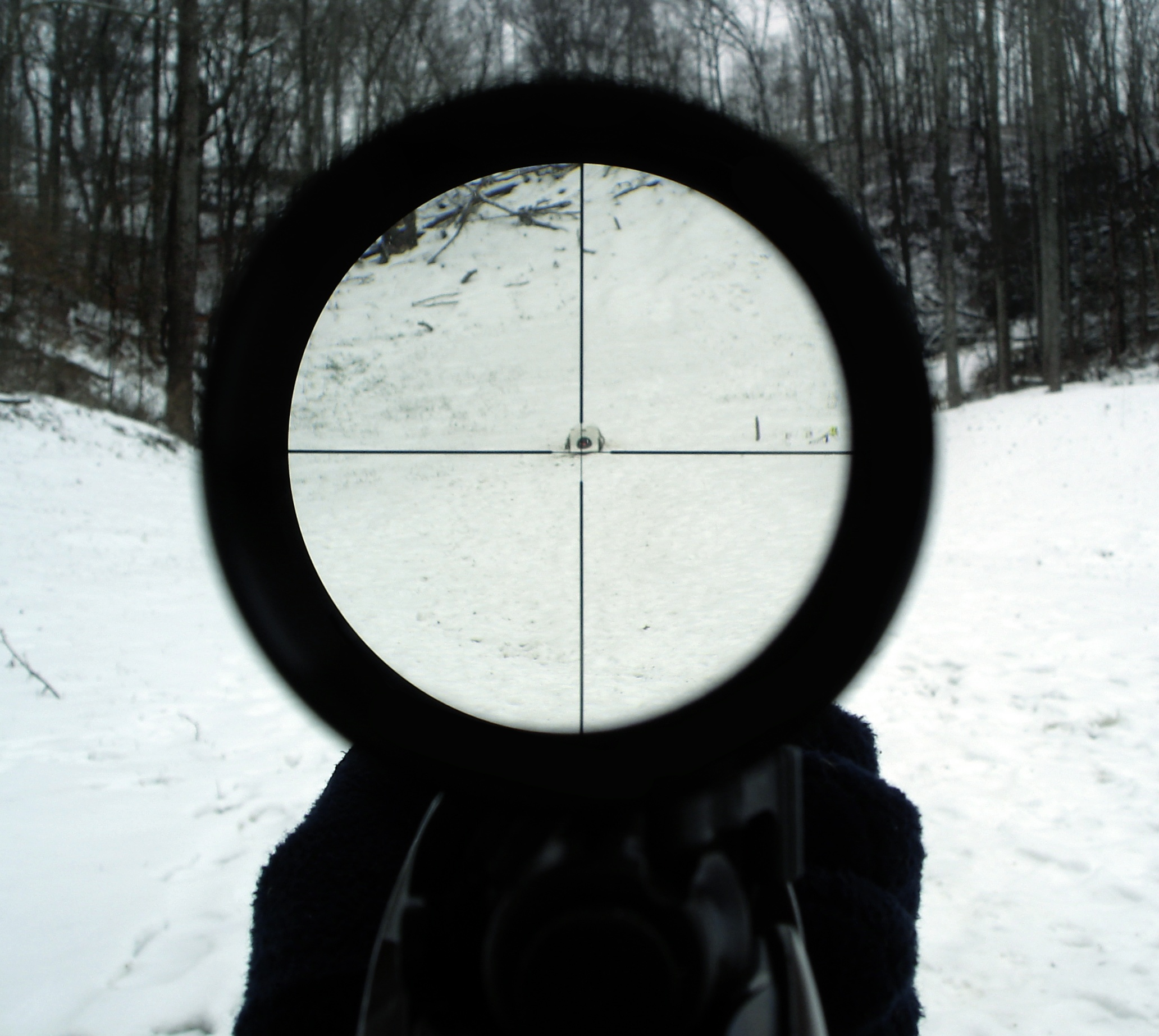
4배율 소총 조준경

망원 조준경(telescope sight)은 보다 정확하게 조준하기 위한 광학장비이다. 간단히 스코프(scope)라고도 한다. 기계식 조준기에 대비하여 광학식 조준기라고도 한다. 여러 가지 배율의 조준경이 있으며, 일반적으로 저배율일수록 시야가 넓고 고배율일수록 시야가 좁아진다. 1.5~4배율 정도의 저배율 스코프와 6~24배율이나 되는 고배율 스코프가 있다.

## 역사
19세기 쯤부터 등장했다. 이때의 망원 조준경들은 기술이 부족하여 길이가 매우 길었다.

## 종류
- 경통식: 가장 일반적인 형태로 굴절 망원경의 형태를 따르며 경통 안에 렌즈들이 일렬로 배열되어 있다.
- 반사경식: 반사경을 사용하여 망원 조준경의 길이를 줄인 형태이다. 옛날 것들은 내구성과 상이 좋지 않아 평가가 좋지 않았다. 현재는 쌍안경이나 저배율 조준경에 사용된다.

## 에어소프트 건
에어소프트 건에 망원 조준경을 부착하기 위해서는 영점 조절, 또는 레티클이 불능이어야 한다. 만약 2가지가 모두 정상 작동 된다면 대한민국에서는 무기의 부품으로 취급받아 불법으로 간주한다.

## 같이 보기
- 기계식 조준기
- 레드 도트 사이트